# 裴凯儒
盖尔·奥托·彼得森，漢名裴凯儒（挪威語：Geir Otto Pedersen，1955年9月28日—），挪威外交官，现任联合国秘书长叙利亚问题特使，歷任挪威駐華大使、聯合國政治事務部亞洲太平洋司長等職。